# Aartselaar
Aartselaar este o comună din regiunea Flandra din Belgia. Suprafața totală este de 10,93 km². La 1 ianuarie 2008 comuna avea 14.267 locuitori.
Aartselaar se învecinează cu comunele Hemiksem, Anvers, Edegem, Schelle, Kontich, Niel, și Rumst.
1. ↑  Totale oppervlakte volgens het Kadasterregister, België, gewesten en provincies (în neerlandeză), Algemene Directie Statistiek[*]